# دیوید سوئیفت
دیوید سوئیفت (انگلیسی: David Swift؛ ‏ ۳ آوریل ۱۹۳۱ – ۸ آوریل ۲۰۱۶) بازیگر اهل بریتانیا بود.
از فیلم‌ها یا برنامه‌های تلویزیونی که وی در آن نقش داشته‌است، می‌توان به جنگ و صلح، بینوایان، سفرهای من و عمه‌ام، روز شغال، پلنگ سیاه، پناهگاه، فروید، جک قاتل، قصه‌گو و پوآرو اشاره کرد.